# Franciszek Boczek
Franciszek Mieczysław Boczek (ur. 7 października 1895 w Wielowsi, zm. 21 czerwca 1935 w Warszawie) – major piechoty Wojska Polskiego, działacz niepodległościowy, kawaler Orderu Virtuti Militari.

## Życiorys
Urodził się 7 października 1895 w Wielowsi, w ówczesnym powiecie tarnobrzeskim Królestwa Galicji i Lodomerii, w rodzinie Błażeja i Zuzanny z domu Bogoń. Był uczniem szkoły realnej w Tarnobrzegu. Należał do I Drużyny Skautów im. Tadeusza Kościuszki oraz miejscowej drużyny strzeleckiej. W czasie I wojny światowej walczył w szeregach 2 pułku piechoty Legionów Polskich. W opinii generała brygady Mieczysława Boruta-Spiechowicza był „wybitnie dzielnym podoficerem. Wziął udział we wszystkich bitwach 3. kompanii. W bitwie pod Sitowiczami wytrwał w ogniu huraganowym i przykładem swoim zmusił pluton swój do wytrwania” . 5 sierpnia 1915 roku, jako sekcyjny I batalionu został ranny w bitwie pod Rarańczą. Do 19 lipca 1916 roku przebywał w Domu Ozdrowieńcu w Kamieńsku.
W nocy z 15 na 16 lutego 1918 roku wziął udział w bitwie pod Rarańczą. 11 maja 1918 roku, jako chorąży II Korpusu Polskiego wziął udział w bitwie pod Kaniowem. Następnie został członkiem Polskiej Organizacji Wojskowej w Kijowie, a później dowódcą plutonu w 4 Dywizji Strzelców Polskich, z którą w 1919 roku przybył do Czerniowiec. Po wyzwoleniu Stanisławowa został przydzielony do 5 pułku strzelców. Następnie dowodził kompanią w 40 pułku piechoty .
W 1921 roku kontynuował służbę w 40 pułku piechoty. Od września 1921 do 15 lipca 1923 był odkomenderowany do baonu Straży Granicznej Nr 38. W międzyczasie (3 maja 1922) został zweryfikowany w stopniu porucznika ze starszeństwem z dniem 1 czerwca 1919 roku i 599. lokatą w korpusie oficerów piechoty, a jego oddziałem macierzystym był nadal 40 pułk piechoty. W lipcu 1923 został przeniesiony do 5 pułku strzelców podhalańskich w Przemyślu. 1 grudnia 1924 roku został mianowany kapitanem ze starszeństwem z dniem 15 sierpnia 1924 roku i 193. lokatą w korpusie oficerów piechoty, a 17 grudnia 1931 roku majorem ze starszeństwem z dniem 1 stycznia 1932 roku i 37. lokatą w korpusie oficerów piechoty. W marcu 1932 roku został wyznaczony w 5 pułku strzelców podhalańskich na stanowisko obwodowego komendanta przysposobienia wojskowego. W kwietniu 1934 roku został przeniesiony do 84 pułku piechoty w Pińsku na stanowisko dowódcy batalionu. Zmarł 21 czerwca 1935 roku w Warszawie. W poniedziałek 24 czerwca 1935 roku został pochowany na Cmentarzu Wojskowym na Powązkach. Był żonaty ze Stafanią, która po jego śmierci zamieszkała w Jarosławiu (kwatera 5A-7-34).

## Ordery i odznaczenia
- Krzyż Srebrny Orderu Wojskowego Virtuti Militari nr 7037[1][19]
- Krzyż Niepodległości z Mieczami – 6 czerwca 1931 roku „za pracę w dziele odzyskania niepodległości”[20], w zamian za uprzednio (9 listopada 1931 roku) nadany Krzyż Niepodległości[21]
- Krzyż Walecznych dwukrotnie – 1 grudnia 1922 roku „za czyny orężne w czasie bojów Legionów Polskich”[22]
- Medal Pamiątkowy za Wojnę 1918–1921[23]
- Medal Dziesięciolecia Odzyskanej Niepodległości[23]